# 華懋電影院線
華懋電影院線（英文：Chinachem Cinema Circuit）是香港華懋集團旗下的電影院，與華懋集團其他企業的一貫作風一樣，華懋院線的電影戲票透過售價比較其他對手低而取勝。其院線在香港的市場佔有率為2%。

## 旗下影院
截至2025年8月，華懋電影院線有1間戲院，共有1026座位，並位於華懋集團旗下的物業內：
- 巴黎倫敦紐約米蘭戲院[1]

（屯門康麗花園商場屯門巴黎倫敦紐約戲院購物中心）
前身為巴黎倫敦紐約戲院，從前有三家小影院，分別叫作「巴黎」、「倫敦」、「紐約」（巴倫紐），改建後變為四家小影院，分別叫作「巴黎」、「倫敦」、「紐約」及「米蘭」（巴倫紐米），設有1026座位。
全盛時期，華懋電影院線共有6間戲院，其中5間已經結業：

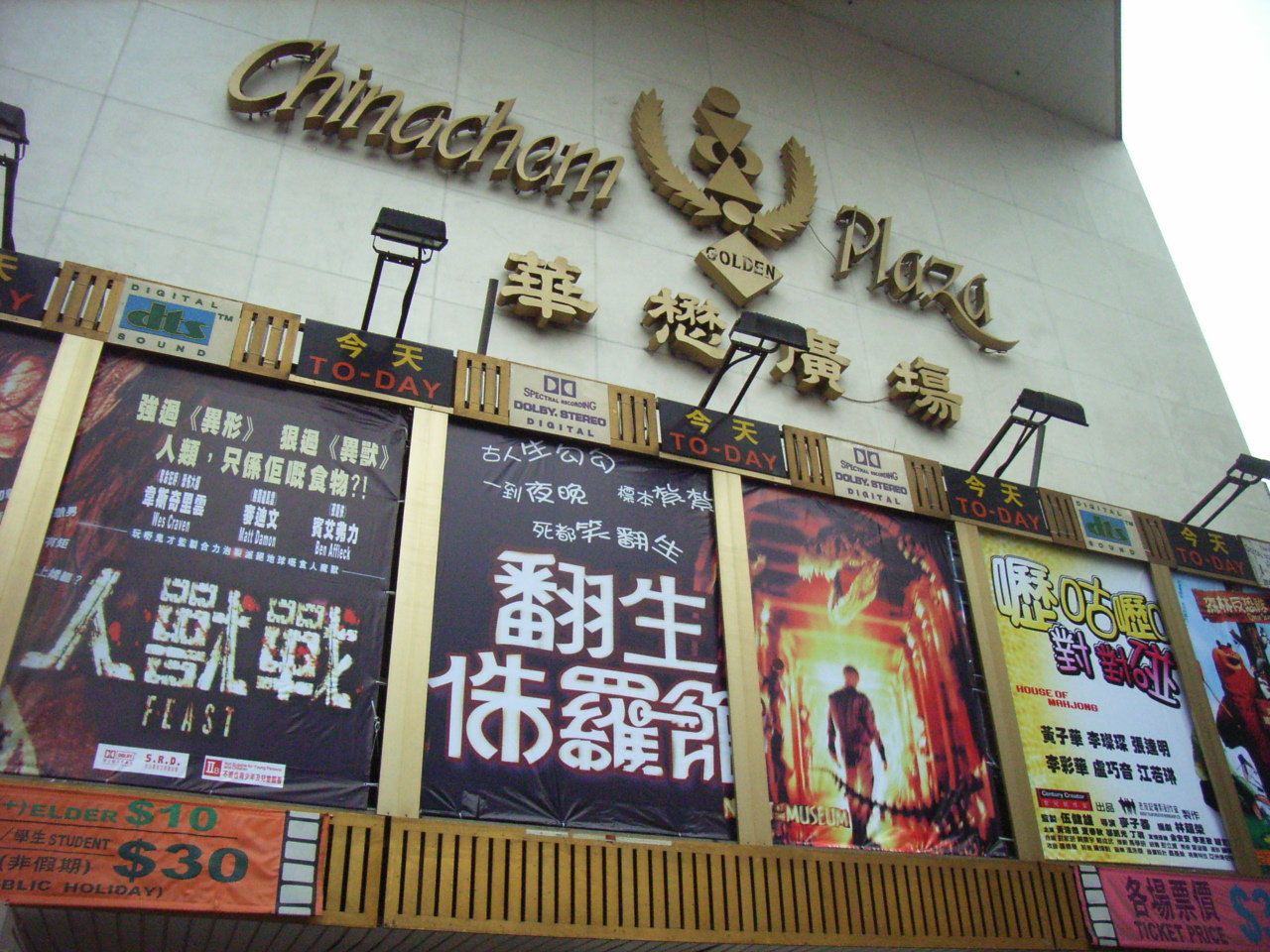
華懋廣場電影城正門(已結業)

- 華懋廣場戲院（尖東華懋廣場），1987年開業，2013年5月25日結業。
- 沙田希爾頓中心希爾頓戲院，設3個影院，分別提供94個101個和91個座位，1996年12月開業，2006年9月結業。
- 粉嶺名都戲院：1993年7月開業，設有2個影院，各有500座位，2006年9月結業，轉為另一電影院線嘉禾院線營運，惟最終亦於2023年11月結業，現址部分已開設24/7 Fitness。
- 上水名都戲院：1992年開業，2000年結業，現址為惠康鮮級市場 Wellcome Fresh。
- 香港仔華富閣商場華富閣戲院，有1,200個座位，於2000年代初結業，2005年9月改建為「香江大舞台」，以人妖表演吸引中國訪港旅行團，2008年結業。[2]

## 外部連結
- 官方華懋電影院線售票網頁 （页面存档备份，存于）
- 華懋集團網址 （页面存档备份，存于）

## 備註
1. ↑  巴黎倫敦紐約米蘭戲院 華懋院線最後一家戲院 （页面存档备份，存于）HK.Ulifestyle.com
2. ↑  .   [2016年10月7日]. （原始内容存档于2017年3月25日）.